# Montécheroux
Montécheroux is een gemeente in het Franse departement Doubs (regio Bourgogne-Franche-Comté) en telt 545 inwoners (1999). De plaats maakt deel uit van het arrondissement Montbéliard.

## Geografie
De oppervlakte van Montécheroux bedraagt 13,0 km², de bevolkingsdichtheid is 41,9 inwoners per km².

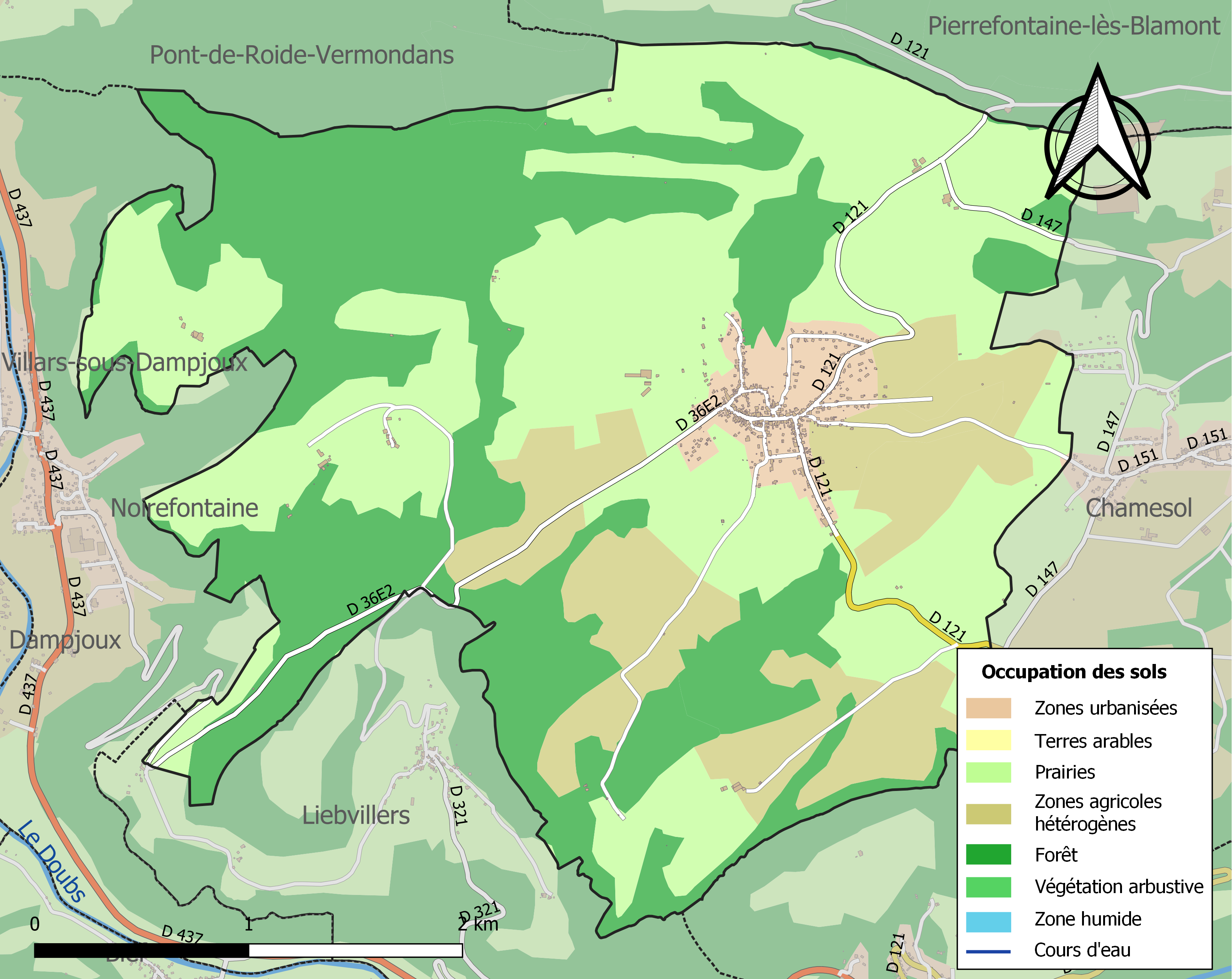
Kaart van de gemeente met de belangrijkste infrastructuur, bodemgebruik en omliggende gemeenten

## Demografie
Onderstaande figuur toont het verloop van het inwonertal (bron: INSEE-tellingen).